# Nowosilka (Tschortkiw, Salischtschyky)
Nowosilka (ukrainisch Новосілка; russisch Новосёлка Nowosjolka, polnisch Nowosiółka Kostiukowa) ist ein Dorf im Süden der ukrainischen Oblast Ternopil mit etwa 1600 Einwohnern (2001).

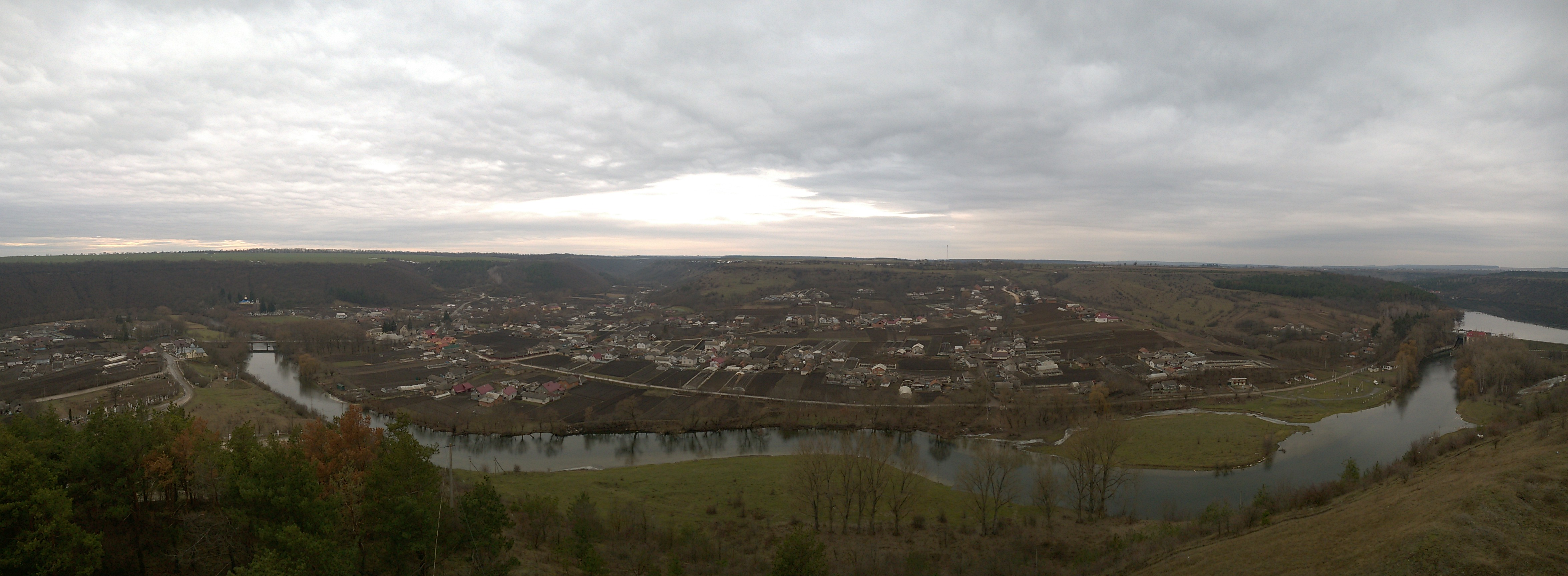
Blick auf das Dorf

In dem 1530 erstmals schriftlich erwähnten Dorf entstand im 17. Jahrhundert eine Burg, von der heute noch eine Turmruine erhalten ist. Des Weiteren gibt es im Dorf die denkmalgeschützte St.-Magdalena-Kapelle in klassizistischem Stil, die 1817 als Mausoleum der Familie Schelinski, den damaligen Eigentümern des Dorfes, errichtet wurde, sowie die 1990 in der Dorfmitte erbaute griechisch-katholische St.-Michael-Kirche. Außerdem besitzt das Dorf ein sehenswertes Denkmal für die Kämpfer der Unabhängigkeit der Ukraine aus dem Jahr 1996.

## Geografische Lage
Die Ortschaft liegt im Süden des Rajons Tschortkiw am Ufer der Chromowa (Хромова), einem 22 km langen, linken Nebenfluss des Seret, etwa 20 km nordöstlich vom ehemaligen Rajonzentrum Salischtschyky und etwa 115 km südlich vom Oblastzentrum Ternopil.
Durch das Dorf verläuft die Territorialstraße T–20–15.

## Verwaltungsgliederung
Am 12. Juni 2020 wurde das Dorf ein Teil der Stadtgemeinde Salischtschyky im Rajon Salischtschyky; bis dahin bildete es die Landratsgemeinde Nowosilka (Новосілківська сільська рада/Nowosilkiwska silska rada) im Osten des Rajons Salischtschyky.
Am 17. Juli 2020 wurde der Ort Teil des Rajons Tschortkiw.

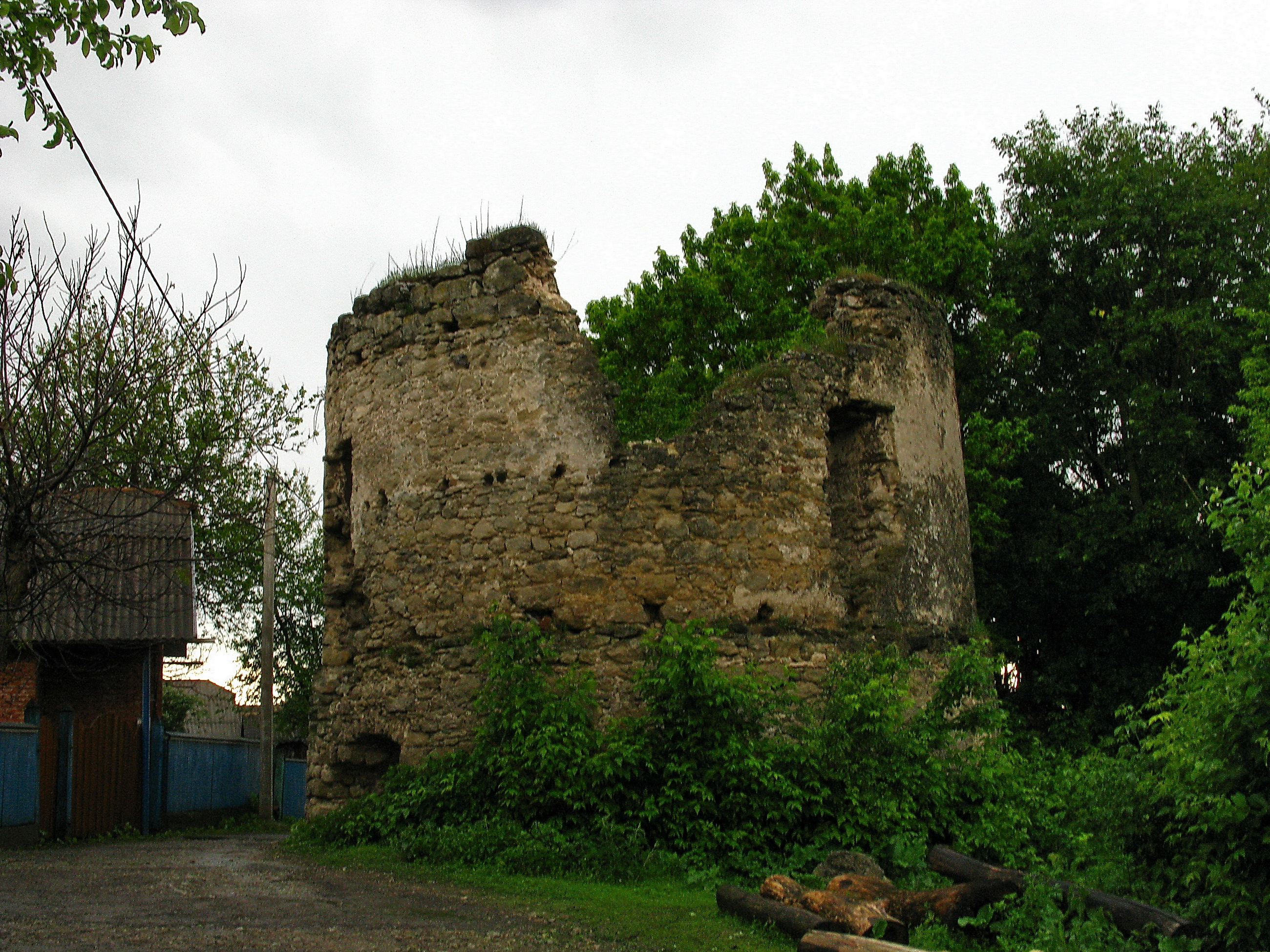
Turmruine
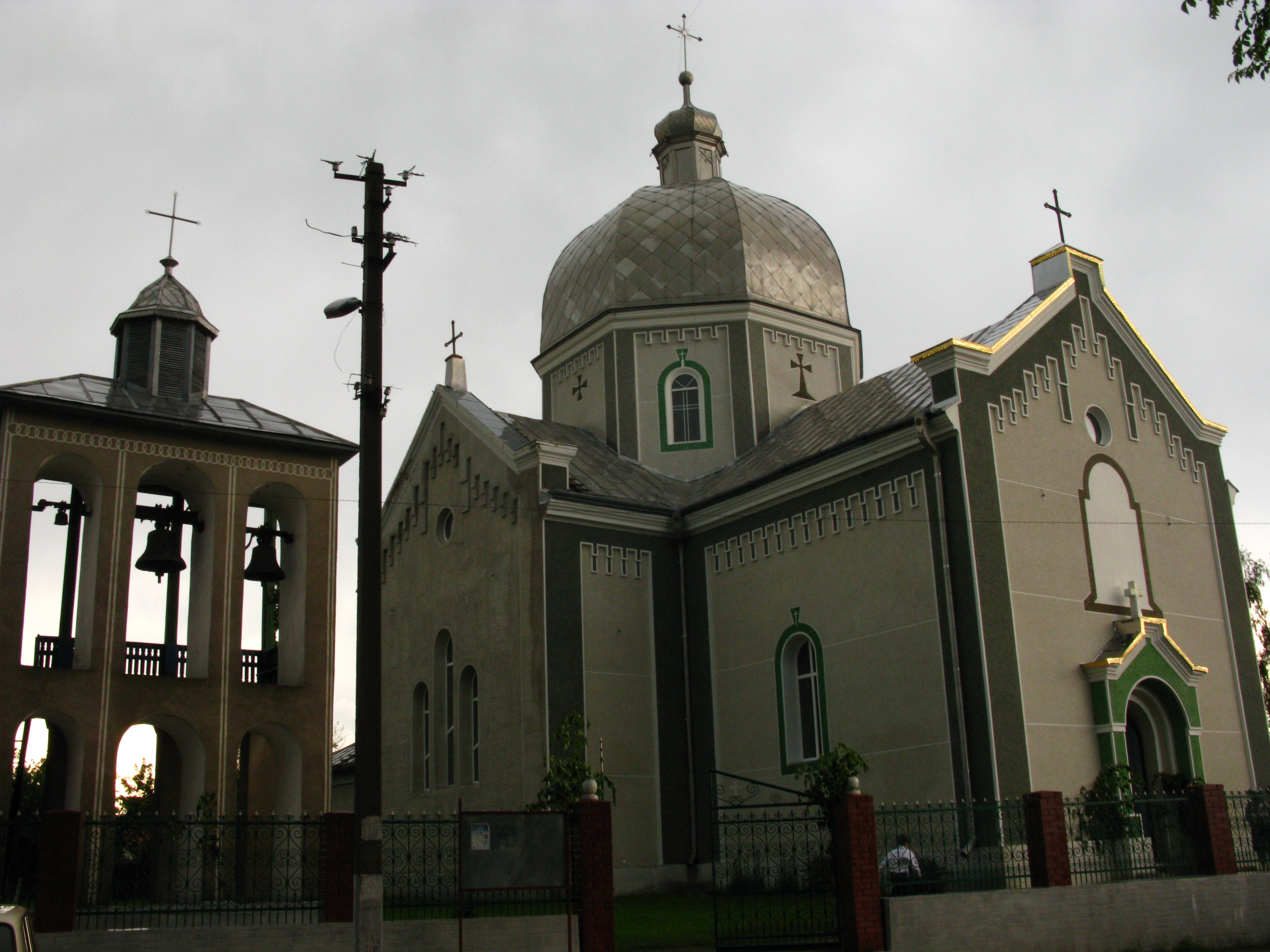
Kirche des Wundertäters Michael
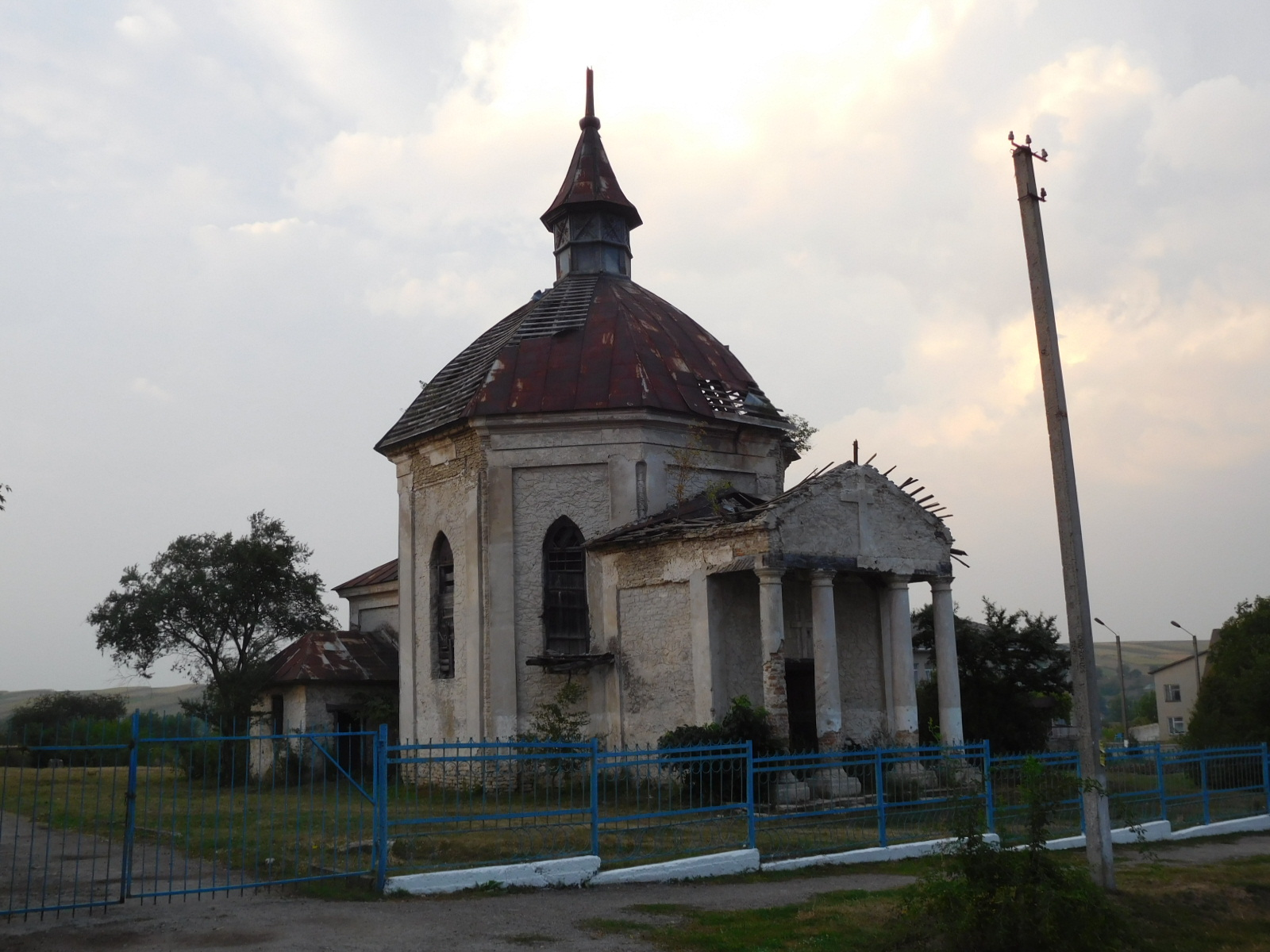
Kapelle St.-Magdalena 2016